# Geraldo Pereira (futebolista)
Geraldo Pereira (Vespasiano, 3 de fevereiro de 1958, é um ex-futebolista brasileiro que atuava como ponta-direita.

## Carreira
Geraldo foi revelado pelo América Mineiro.
Jogou no Botafogo, por onde chegou à Seleção Brasileira em 1983, atuando 23 minutos em uma partida decisiva da Copa América.
Defendeu o São Paulo, Joinville, entre outros clubes.
Em sua passagem pelo Botafogo, marcou um gol que é considerado um dos mais bonitos da história do estádio do Maracanã. Na goleada de 4 a 1 sobre o Vasco da Gama pelo Campeonato Carioca de 1982, Geraldo recebeu a bola no centro de campo e, depois de usar o drible da vaca em dois jogadores, chuta a bola de fora da grande área encobrindo o goleiro vascaíno.
Com a camisa do Coritiba, tornou-se o maior artilheiro da equipe pela Copa Libertadores da América, com três gols marcados pela equipe paranaense em sua passagem em 1986.

## Títulos
Seleção Brasileira
- Torneio Pré-Olímpico: 1984

São Paulo
- Campeonato Paulista: 1985[5]

Joinville
- Campeonato Catarinense: 1987

Coritiba
- Campeonato Paranaense: 1986